# Phryxe flavisquamis
Phryxe flavisquamis là một loài ruồi trong họ Tachinidae.